# بالدوین لوکوموتیو وورکز
بالدوین لوکوموتیو وورکز (انگلیسی: Baldwin Locomotive Works) یک شرکت آمریکایی تولیدکننده لوکوموتیو در سال‌های ۱۸۲۵ تا ۱۹۷۹ بود، این شرکت در ابتدا در شهر فیلادلفیا بنیان‌گذاری شد اما بعداً به ادیستون، پنسیلوانیا منتقل شد.

## نگارخانه

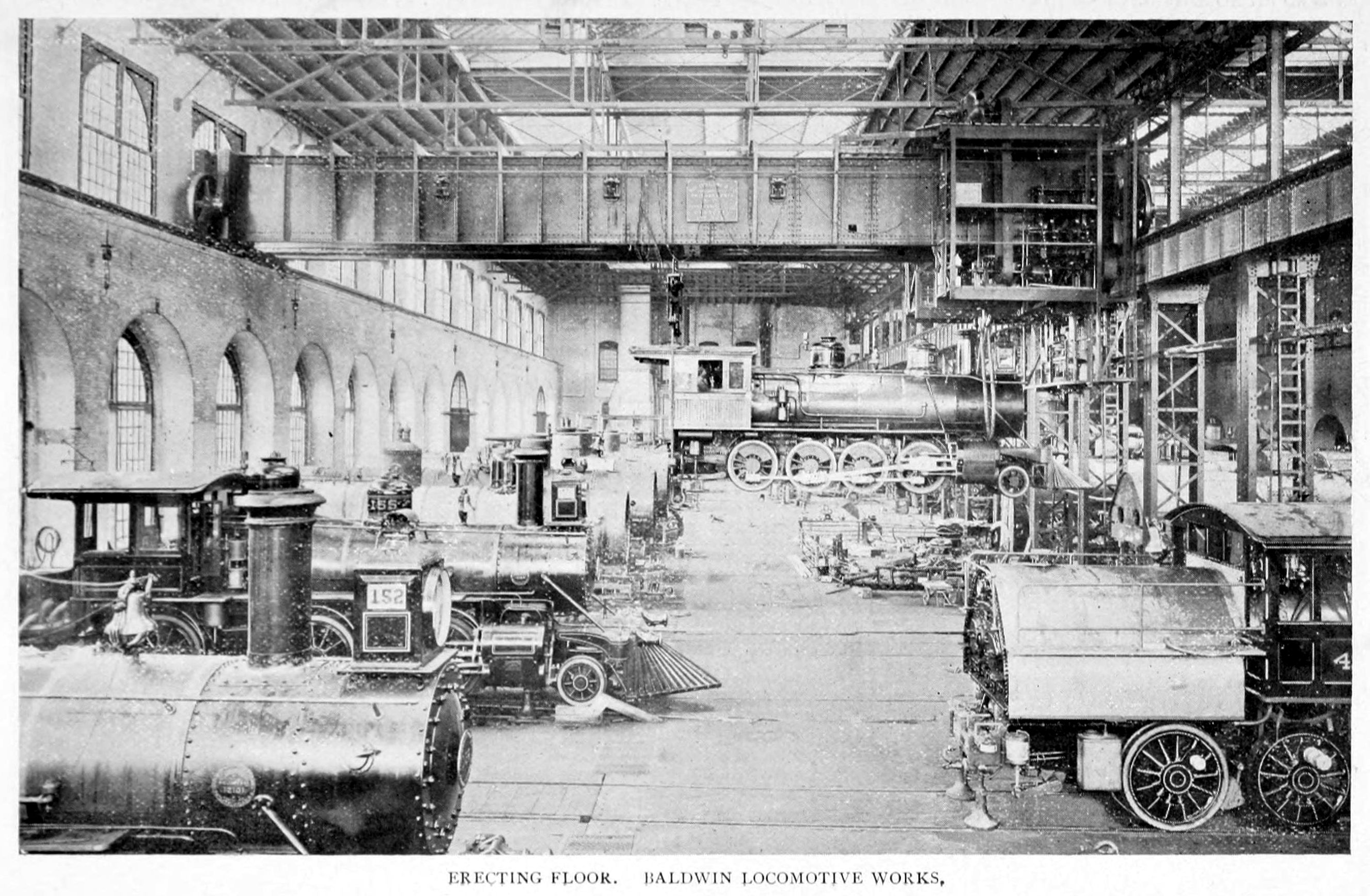
تصویری از کارخانه، ۱۸۹۶
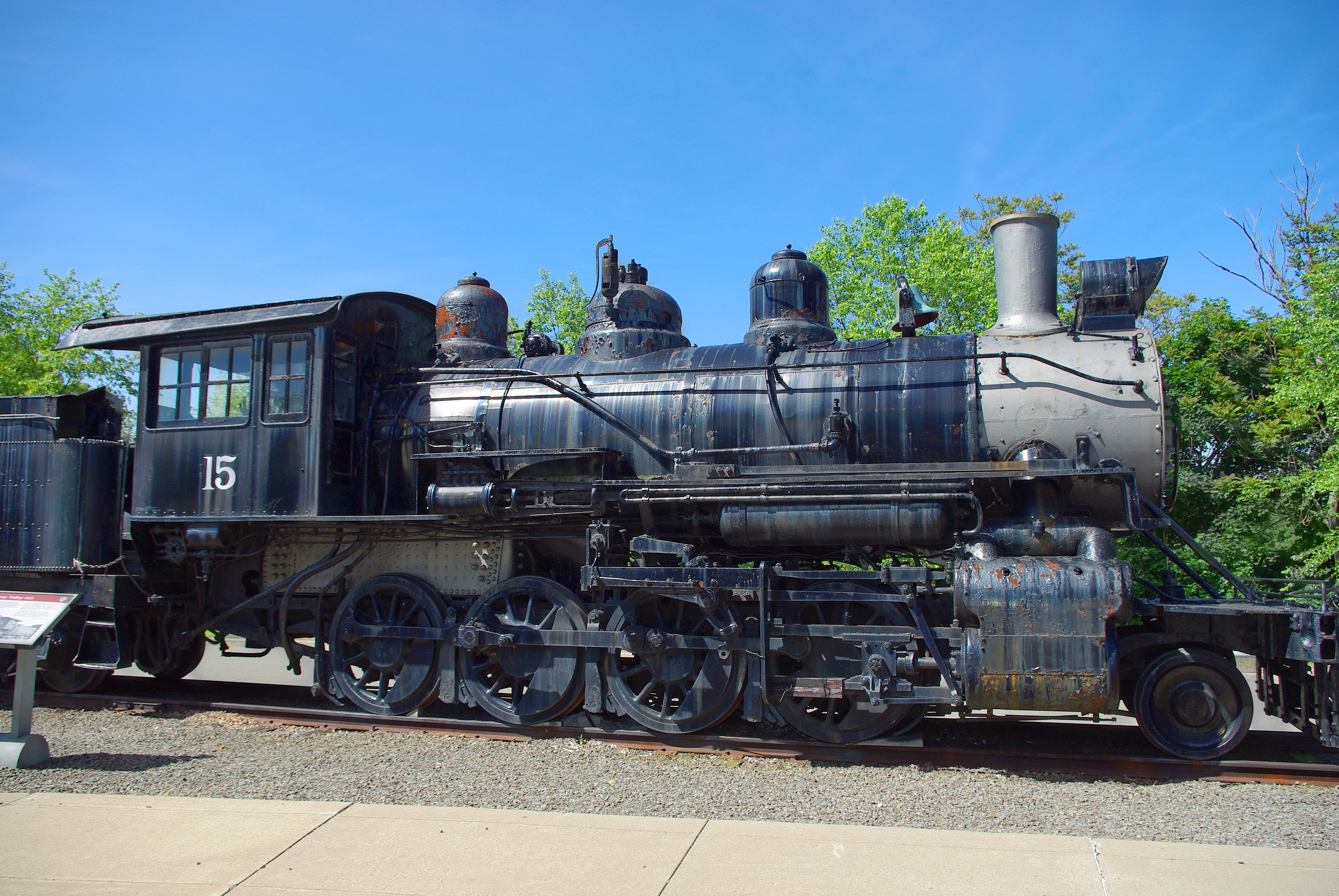
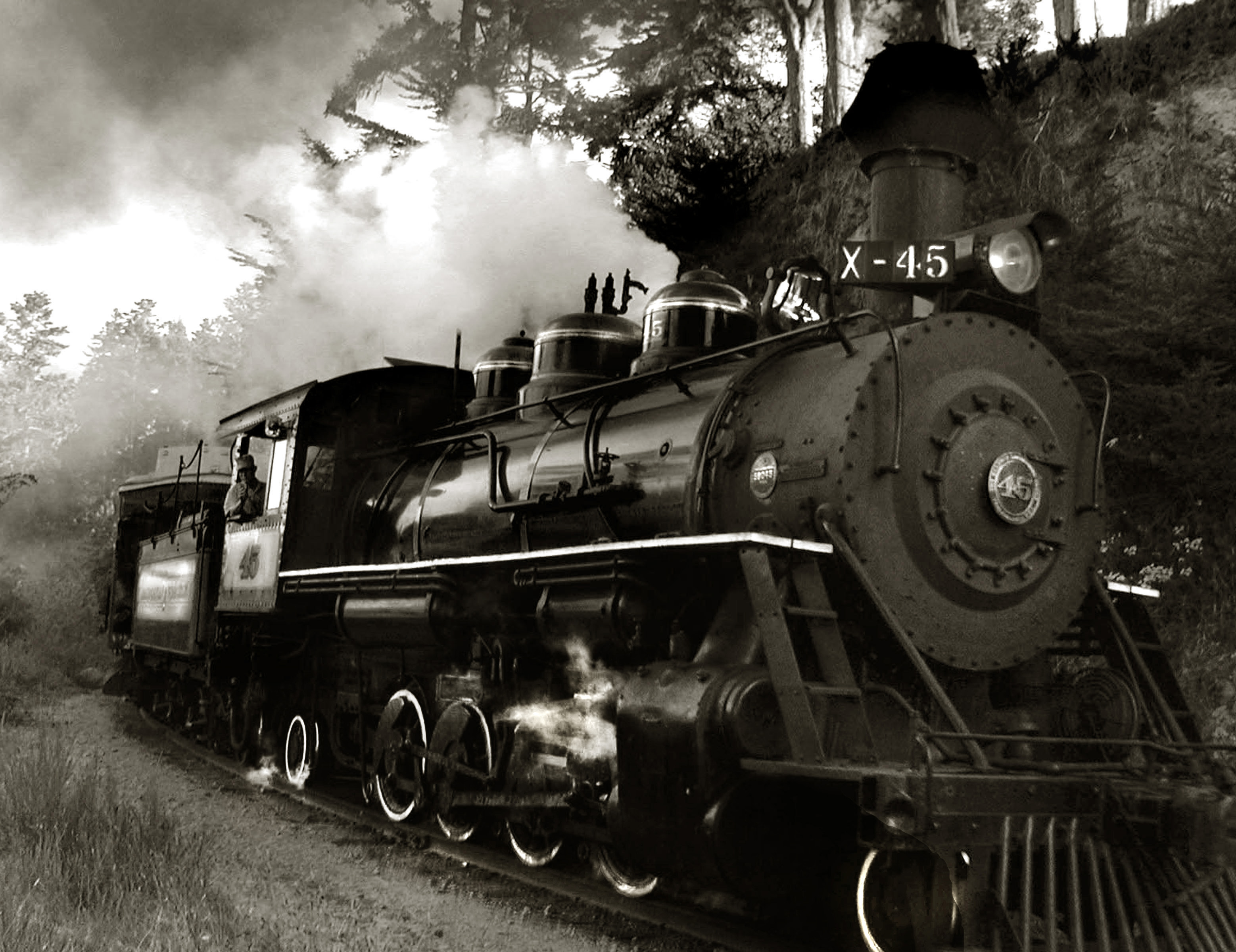
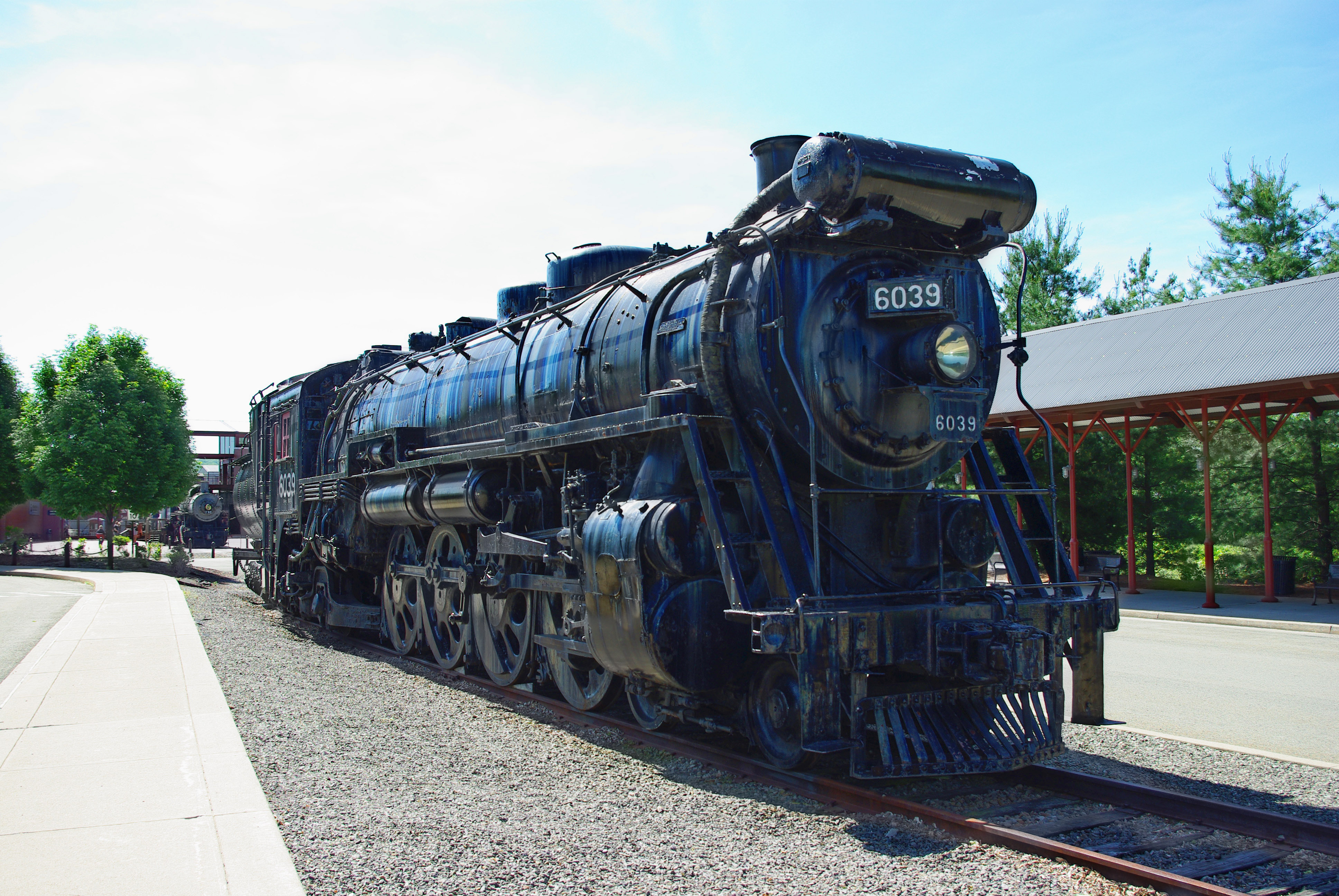
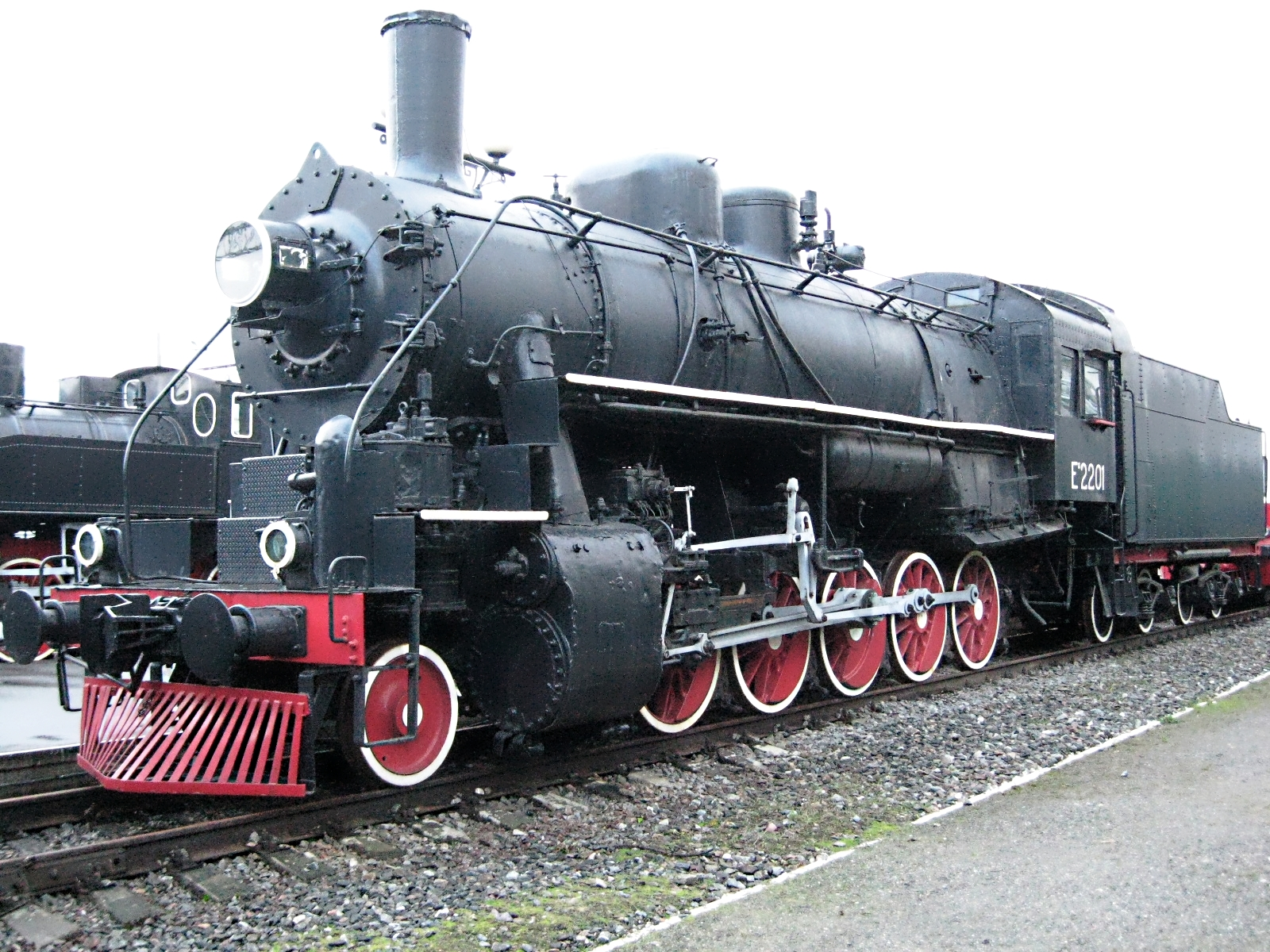